# Армія «Плиски»
«Армія „Плиски“» (латис. «Cielaviņas armija») — радянський художній фільм 1964 року, режисера Олександра Лейманіса за повістю Олександра Власова і Аркадія Млодика «Армія Плиски».

## Сюжет
Герої цього пригодницького фільму — хлопчаки-безпритульники, які вирішили допомогти Червоній армії. У місті, захопленому колчаківцями, готується повстання, але раптом, несподівано для білих, під укіс летить ешелон, а підписується під цією диверсією якась «Армія Плиски». Лютує колчаківська контррозвідка, яка безуспішно намагається знайти сліди підпільників. Зацікавилися таємничими союзниками і більшовики. З'ясовується, що грізна армія складається з трьох хлопчаків-безпритульників: російського хлопчика на прізвисько Плиска, латиша Мікі і циганчука. Про те, як вони допомагали більшовикам звільняти місто від білогвардійців, і розповідає ця картина.

## У ролях
- Віктор Холмогоров —  Плиска
- Юрій Коржов —  Циган
- Айварс Галвіньш —  Міка
- Гунарс Цилінскіс —  Платайс
- Іван Кузнецов —  Кіндрат
- Віктор Плют —  Микола
- Олексій Алексєєв —  полковник
- Гурген Тонунц —  осавул
- Павло Шпрингфельд —  обхідник
- Улдіс Думпіс —  ад'ютант
- Іван Лапиков —  поранений
- Степан Крилов —  солдат, мобілізований за наказом Колчака, робітник-путилівець
- Олег Мокшанцев —  білогвардієць
- Вольдемар Зандберг —  епізод
- Степан Крилов —  епізод
- Рудольф Дамбран —  епізод
- Любов Малиновська —  епізод
- Іван Родін —  епізод
- Харій Авенс —  епізод
- Володимир Козел —  епізод
- Володимир Маренков —  епізод

## Знімальна група
- Автори сценарію: Олександр Власов, Аркадій Млодик
- Режисер-постановник: Олександр Лейманіс
- Оператор-постановник: Маріс Рудзитіс
- Художник-постановник: Віктор Шільдкнехт
- Композитор: Кирило Молчанов
- Монтажер: Еріка Мєшковська
- Директор: Марк Цирельсон
- Заступник директора: Аугустс Петерсонс